# Saint-Vincent-du-Boulay
Saint-Vincent-du-Boulay är en kommun i departementet Eure i regionen Normandie i norra Frankrike. Kommunen ligger i kantonen Thiberville som tillhör arrondissementet Bernay. År 2022 hade Saint-Vincent-du-Boulay 370 invånare.

## Befolkningsutveckling
Antalet invånare i kommunen Saint-Vincent-du-Boulay
Referens:INSEE